# Resolutie 1293 Veiligheidsraad Verenigde Naties
Resolutie 1293 van de Veiligheidsraad van de Verenigde Naties werd op 31 maart 2000 unaniem aangenomen door de VN-Veiligheidsraad.

## Achtergrond
Op 2 augustus 1990 viel Irak zijn zuiderbuur Koeweit binnen en bezette dat land. De Veiligheidsraad veroordeelde de inval onmiddellijk en later kregen de lidstaten carte blanche om Koeweit te bevrijden. Eind februari 1991 was die strijd beslecht en legde Irak zich neer bij alle aangenomen VN-resoluties. In 1995 werd met resolutie 986 het
olie-voor-voedselprogramma in het leven geroepen om met olie-inkomsten humanitaire hulp aan de Iraakse bevolking te betalen.

## Inhoud
De Veiligheidsraad:
- Herinnert aan zijn voorgaande resoluties.
- Verwelkomt het rapport van de secretaris-generaal en diens aanbeveling voor toevoegingen aan de lijst van oliereserveonderdelen en -uitrusting.
- Handelt onder Hoofdstuk VII van het Handvest van de Verenigde Naties.

1. Besluit dat US$600 miljoen van het in navolging van resolutie 1242 geproduceerde bedrag mag worden gebruikt voor betalingen aangaande contracten die met resolutie 1175 werden goedgekeurd (de leveringen van onderdelen voor de olie-industrie).
2. Wil ook volgende aanbevelingen van de secretaris-generaal overwegen.
3. Besluit om op de hoogte te blijven.

## Verwante resoluties
- Resolutie 1281 Veiligheidsraad Verenigde Naties (1999)
- Resolutie 1284 Veiligheidsraad Verenigde Naties (1999)
- Resolutie 1302 Veiligheidsraad Verenigde Naties
- Resolutie 1330 Veiligheidsraad Verenigde Naties

Lijst ·  1285 ·  1286 ·  1287 ·  1288 ·  1289 ·  1290 ·  1291 ·  1292 ·  1293 ·  1294 ·  1295 ·  1296 ·  1297 ·  1298 ·  1299 ·  1300 ·  1301 ·  1302 ·  1303 ·  1304 ·  1305 ·  1306 ·  1307 ·  1308 ·  1309 ·  1310 ·  1311 ·  1312 ·  1313 ·  1314 ·  1315 ·  1316 ·  1317 ·  1318 ·  1319 ·  1320 ·  1321 ·  1322 ·  1323 ·  1324 ·  1325 ·  1326 ·  1327 ·  1328 ·  1329 ·  1330 ·  1331 ·  1332 ·  1333 ·  1334